# Hanabe, Dod Ballapur
Hanabe là một làng thuộc tehsil Dod Ballapur, huyện Bangalore Rural, bang Karnataka, Ấn Độ.